# Château de Rolley
 (novembre 2024).
- Si vous ne connaissez pas le sujet, laissez ce bandeau (vous pouvez alors contacter les auteurs).
- Si vous supprimez le contenu mis en cause (vous pouvez préalablement contacter les auteurs),

argumentez précisément cette suppression dans la page de discussion
(un manque de référence n'est pas un argument ; une recherche réelle de référence doit avoir été effectuée, être formellement documentée).
Le château de Rolley est un château classé situé près du village de Champs faisant partie de la commune de Bastogne en Belgique (province de Luxembourg).

## Localisation
À l'est du village de Champs, une petite route mène au hameau de Rolley qui se compose en outre d'un château, d'une ancienne ferme (gîtes ruraux) et d'une dizaine d'étangs alimentés par le ruisseau de Rouette, dans un environnement boisé. Le château se trouve sur un promontoire rocheux dominant de 25 mètres deux étroites vallées aux versants abrupts. Voir vidéo aérienne de présentation.

## Toponymie
Le nom de rolleis, rollais ou de fors rolleis désignait, dans les descriptions des ménestrels, des palissades de gros rondins effilés et solidement reliés entre eux. Un tel palis couronnait la levée de terre qui servait de chemin de ronde protégeant la lice du château fort[source insuffisante].

## Historique et description
Fief du comté de La Roche, la seigneurie de Rollé s'étendait sur une dizaine de villages aux alentours. Guillaume de Bolland, cité en 1291, serait l'ancêtre d'une lignée des seigneurs Bolland (ou Boullant/Boulland) régnant jusqu'en 1578, suivis par mariage par la famille Schônenbourg jusqu'en 1752. Depuis le début des années 1900, le domaine appartient à la famille Maus qui en est restée propriétaire jusqu’à ce jour[source insuffisante].
Le château s'étire sur un axe nord-sud, renforcé d'une épaisse courtine à l'ouest. et d'un rempart à l'est, ponctués de quatre massives tours rondes, dont trois dressées à l'ouest. Parmi ces quatre tours, la tour sud est la seule quasiment intacte. Elle abrite la chapelle Saint-Jean citée dès 1485. La plus grande partie du château date de 1733 comme indiqué par des ancres (d'architecture) en fer sur la façade orientale[source insuffisante].
Lors de la Bataille des Ardennes, c'est au château de Rolley que le général George Patton a décoré en janvier 1945 le général Anthony McAuliffe, commandant la 101e division aéroportée (101st Airborne Division), qui avait refusé de se rendre, par sa fameuse réplique "Nuts" au général allemand Heinrich von Lüttwitz .
Ces lieux chargés d’histoire sont devenus des hôtels où les chambres sont réservées depuis plus d’un an. "On voit qu’il y a un engouement important. De plus en plus important même. Cette activité permet d’ailleurs de petit à petit entretenir ces bâtiments", selon Bernard Maus, l’un des gestionnaires des lieux .

## Classement
Le château de Rolley et les ruines ainsi que l'ensemble formé par ce château et les terrains environnants sont repris sur la liste du patrimoine immobilier classé de Bastogne depuis le 3 avril 1979 .